# رفلکس بختیرف–یاکوبزون
رفلکس بختیرف–یاکوبزون (انگلیسی: Bekhterev–Jacobsohn reflex) نشانه‌ای بالینی است که در بیماران مبتلا به ضایعه نورون حرکتی اندام فوقانی دیده می‌شود. در این بیماران ضربه به پشت بازو در محل استخوان زند زبرین در حالی که کف دست‌ها رو به بالاست، موجب اَبداکشن دست و خم شدن انگشتان دست می‌شود. مشابهِ این رفلکس در اندام تحتانی، رفلکس بختیرف–مندل است. این رفلکس نامش را از ولادیمیر بختیرف و لوئیس یاکوبزون-لاسک می‌گیرد.